# 세례대

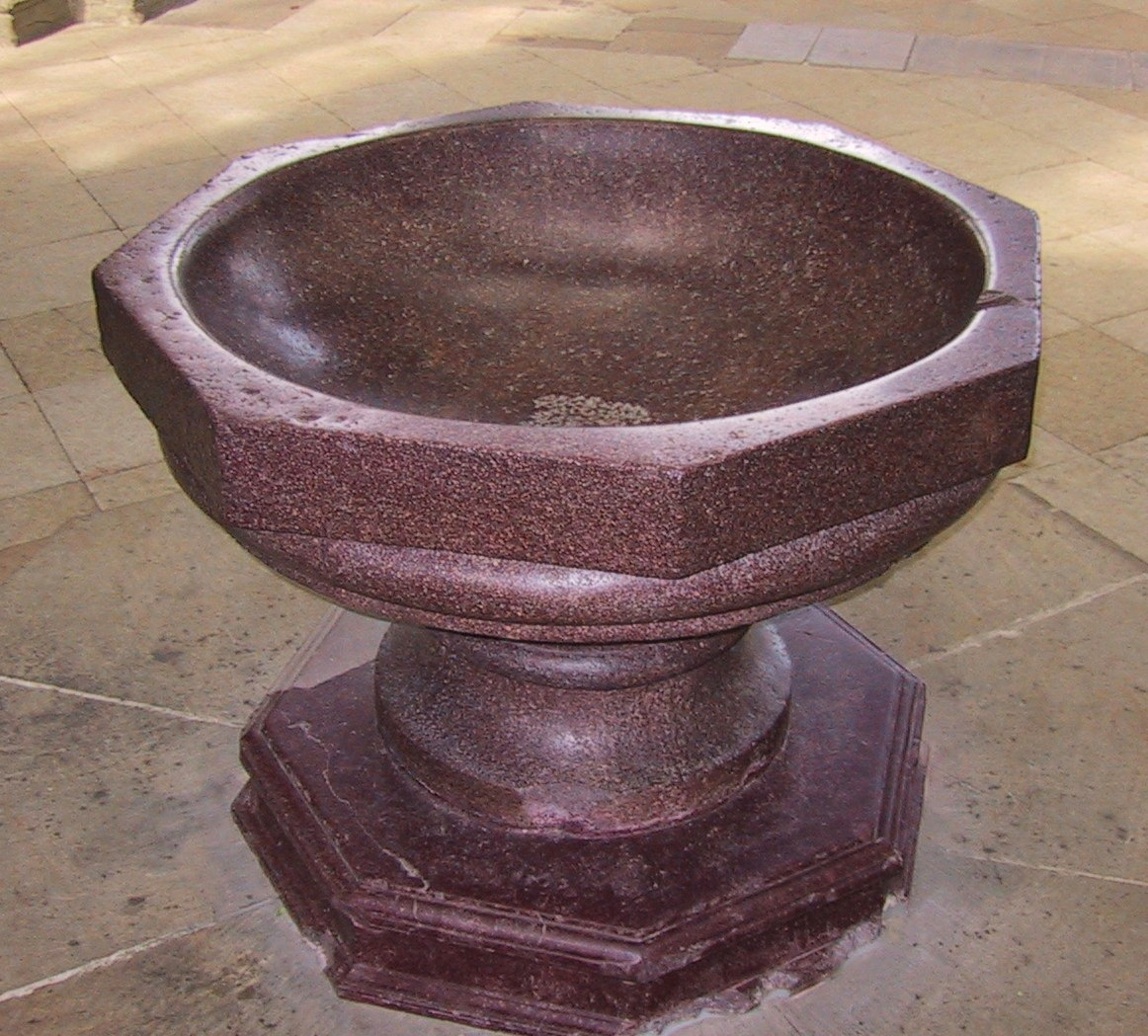
독일 마그데부르트 주교좌 성당의 세례대

세례대(洗禮臺, 라틴어: baptisterium) 또는 세례반(洗禮盤)은 보편교회에 형성된 기독교의 예식 용구이다. 동방교회와 서방교회 등의 기독교 교파에서 어린이 및 어른의 세례성사 또는 세례예배를 집례할 때 사용하는 세례수를 담아 보관해 두는 저장 용기이다. 일반적으로 약 1.5미터 높이의 받침대에 성수를 담는 그릇이 부착된 형태를 띠고 있다. 흔히 목각 탑 모양의 덮개가 있는 형태로 제작되어 성경 내용이 화려하게 장식되었고, 점차 성합이나 유해함과 같은 형태로 만들었으나 현대에 이르러 속이 깊게 패인 수조나 통 모양의 단순한 형태로 제작하여 사용한다. 세례대가 등장한 배경은 세례예식으로 몸을 물에 담그는 침수례에서 세례수를 붓는 관수례로 변화이다. 세례대를 구성하는 재료는 매우 다양하며, 대리석이나 목재 또는 금속을 깎거나 조각해서 만든다. 세례대의 위치는 본래 부활전야 예배 전에 세례예식을 행하고 부활의 신비를 거행하는 전통에서 시작되었기에 예배당 문 밖에 위치하는 것이 바람직하다. 세례가 교회 공동체로 들어가는 문임을 상징하기 위하여 교회당, 성당 입구 복도나 내부 입구에 두어 전례의 방향을 제시하는 것이 세례대가 지닌 본래 의미이다. 중세 시대와 르네상스 시대에는 세례당이라고 불리는 특수한 경당 내지는 세례대를 따로 보관하는 본당에서 독립된 교회 건물이 있었다.
천주교회에서는 특히 제2차 바티칸 공의회(1962-1965) 이후로 세례대의 형태에 대해 많은 관심과 주의를 기울이고 있다. 교회법상 모든 사목구 본당에는 세례소 또는 세례대가 설치되어야 하는 것이 원칙이다. 그러나 오늘날 한국 천주교회에서는 편의상 세례예식이 제대 앞에서 이루어지는 경우가 많아 세례대가 마련되지 않은 성당이 대부분이다.

## 같이 보기
- 세례당
- 성수반
- 대한성공회 강화성당 제대 및 세례대 - 등록문화재 제705호